# Oh Yeon-seo
Dans ce nom coréen, le nom de famille, Oh, précède le nom personnel.
Oh Yeon-seo (coréen : 오연서), de son vrai nom Oh Haet-nim (오햇님), née le 22 juin 1987 à Jinju, est une actrice et mannequin sud-coréenne. Elle a commencé sa carrière en tant que chanteuse et danseuse au sein du girls band LUV (2002 - 2003). Elle est surtout connue pour ses rôles dans les séries télévisées suivantes : My Husband Got a Family (2012), Jang Bo-ri is Here! (2014), Shine or Go Crazy (2015), Come Back Mister (2016), My Sassy Girl (2017) A Korean Odyssey (2017 - 2018) et Mad for Each Other (2021).

## Biographie
Oh Yeon-seo est née à Jinju, dans la province du Gyeongsang du Sud, et grandi dans le comté de Changnyeong. Au collège, en deuxième année, elle participe avec un groupe d'amies à une audition pour la compagnie SM Entertainment, tenue à Daegu, mais n'est pas sélectionnée. Quelque temps plus tard, elle est contactée par l'agence SidusHQ qui la sélectionne pour intégrer le girls band LUV. Elle commence ainsi sa carrière à l'âge de 15 ans.
L'actrice poursuit ses études au lycée Anyang Arts après la dissolution de son groupe afin de devenir actrice. Elle change son prénom Haet-nim pour Yeon-seo après avoir consulté un chaman avec sa mère.
Elle termine son cursus à l'Université Dongguk, dans le département de théâtre et cinéma.

## Vie privée
Elle a été en couple avec l'acteur Kim Bum de mars 2018 à février 2019,,.

## Filmographie

### Films
| Année | Tire coréen      | Titre anglophone           | Rôle                  | Référence |
| ----- | ---------------- | -------------------------- | --------------------- | --------- |
| 2007  | 허브             | Herb                       | La professeure        |           |
| 2007  | 두사람이다       | Someone Behind You         | Jung Eun-kyung        | [ 7 ]     |
| 2007  | 울어도 좋습니까? | May I Cry?                 |                       |           |
| 2008  | 울학교 이티      | Our School's E.T.          | Soo-jin               | [ 8 ]     |
| 2009  | 여고 괴담 5      | A Blood Pledge             | Yoo-jin               | [ 9 ]     |
| 2010  | 반가운 살인자    | Happy Killers              | Mannequin de magazine |           |
| 2011  | 소중한 날의 꿈   | Green Days: Dinosaur and I | Han Soo-min (voix)    | [ 10 ]    |
| 2012  | 저시트 프렌즈    | Just Friends               | Song Eun-ji           | [ 11 ]    |
| 2016  | 국가대표2        | Take Off 2                 | Park Chae-gyeong      | [ 12 ]    |
| 2018  | 치즈인더트랩     | Cheese in the Trap         | Hong Seol             | ,         |
| 2021  | 압구정 리포트    | Apgujeong Report           | Gyu Ok                | [ 15 ]    |

### Séries télévisées
| Année     | Titre                    | Rôle                                 | Chaîne  | Référence |
| --------- | ------------------------ | ------------------------------------ | ------- | --------- |
| 2003      | Sharp 1                  | Lee Ye-rim                           | KBS2    |           |
| 2003      | Nonstop 4                | Apparition (épisode 33)              | MBC     |           |
| 2006      | Stranger Than Paradise   |                                      | SBS     |           |
| 2006      | Love and Hate            |                                      | SBS     |           |
| 2007      | H.I.T                    | Son Seong-ok                         | MBC     | [ 16 ]    |
| 2007      | Money's Warfare          | Park Eun-ji (apparition - épisode 7) | SBS     |           |
| 2008      | Drama City               | Choi Hee-ju                          | KBS2    | [ 17 ]    |
| 2008      | Returned Earthen Bowl    | Seo Soo-jin                          | KBS2    | [ 18 ]    |
| 2008      | King Sejong              | Eori                                 | KBS2    | [ 19 ]    |
| 2010      | The Great Merchant       | Lee Eun                              | KBS1    | [ 20 ]    |
| 2010      | More Charming by the Day | Le fantôme aux chaussures rouges     | MBC     |           |
| 2010      | Dong Yi                  | Reine Inwon                          | MBC     | [ 21 ]    |
| 2011      | Baby Faced Beauty        | Lee So-jin                           | KBS2    | [ 22 ]    |
| 2012      | My Husband Got a Family  | Bang Mal-sook                        | KBS2    | [ 23 ]    |
| 2012      | Here Comes Mr. Oh        | Na Gong-joo                          | MBC     | [ 24 ]    |
| 2013      | Medical Top Team         | Choi Ah-jin                          | MBC     | ,         |
| 2014      | Jang Bo-ri is Here!      | Jang Bo-ri                           | MBC     | [ 27 ]    |
| 2015      | Shine or Go Crazy        | Shin Yool/Gaebong                    | MBC     | ,         |
| 2016      | Come Back Mister         | Han Hong-nan                         | SBS     | [ 30 ]    |
| 2017      | My Sassy Girl            | Princesse Hye-myung                  | SBS     | [ 31 ]    |
| 2017–2018 | A Korean Odyssey         | Jin Seon-mi                          | tvN     | [ 32 ]    |
| 2019–2020 | Love with Flaws          | Joo Seo Yeon                         | MBC     | [ 33 ]    |
| 2021      | Mad for Each Other       | Lee Min‑kyung                        | KakaoTV | [ 34 ]    |

### Émissions de télévision
| Année | Titre                     | Rôle              | Notes         | Chaîne | Référence |
| ----- | ------------------------- | ----------------- | ------------- | ------ | --------- |
| 2012  | We Got Married (saison 4) | Membre du casting | Avec Lee Joon | MBC    | ,         |
| 2016  | Boys24                    | Présentatrice     |               | Mnet   | [ 37 ]    |